# Conus miliaris
Conus miliaris ist eine im Indopazifik weit verbreitete Meeresschnecke aus der Familie der Kegelschnecken. Unter anderem kann man sie an der Küste Ostafrikas, Hawaiis und vor Australien finden. Es gibt zwei Unterarten von Conus miliaris. Wie alle Mitglieder der Gattung Conus ist Conus abbas eine Raubschnecke und tötet seine Opfer – Polychaeten, insbesondere räuberische der Familie Eunicidae – mittels Gift.

## Merkmale
Die Höhe des Gehäuses variiert und liegt zwischen 12 mm und 43 mm. Die Schale ist für Meeresschnecken sehr glatt. Die Farbe der Schale ist gelblich, zum Teil auch nussfarben oder hellgrau und weist dunkle Punkte auf.
Die mit einer Giftdrüse verbundenen Radula-Zähne haben an der Spitze einen Widerhaken und auf der Gegenseite eine schwache Schneide. Sie sind gesägt, aber nicht länger als die Schneide. Der Schaft hat in der Mitte eine Taille und an der Basis einen Sporn.
Da Conus miliaris auch für Menschen giftig sein kann, sollten lebende Exemplare mit großer Vorsicht behandelt werden.

## Verbreitung
Conus miliaris ist im Indopazifik verbreitet und tritt hier an vielen Orten häufig auf. Er ist in seichten tropischen Gewässern im Roten Meer, im Indischen Ozean an der Küste Ostafrikas (Kenia, Tansania, Mosambik), um Aldabra, Chagos, Madagaskar, Maskarenen und Mauritius, im Pazifischen Ozean bis nach Australien (New South Wales, Northern Territory, Queensland, Western Australia), Rapa Nui und Salas y Gómez anzutreffen.

## Ernährung
Conus miliaris erbeutet Vielborster (Polychaeta), die er mit seinen tödlich giftigen modifizierten Radulazähnen harpuniert. In einem Großteil seines Verbreitungsgebiets im Indopazifik, wo er gleichzeitig mit bis zu 36 anderen Conus-Arten auftritt, frisst er nahezu ausschließlich von drei Arten aus der Familie Eunicidae: Lysidice collaris, Nematonereis unicornis und Eunice afra. In den Gewässern von Rapa Nui, wo er nur wenig Konkurrenz anderer Kegelschnecken hat, ist sein Nahrungsspektrum deutlich größer. Neben den drei genannten Arten erbeutet er hier auch andere Eunicidae wie Eunice cariboea und Palola siciliensis, zudem Nereididae wie Perinereis singaporensis und Onuphidae aus der Gattung Onuphis.

## Systematik
Derzeit gibt es drei verschiedene Vorschläge für die Einteilung der Kegelschnecken. Ursprünglich wurden fast alle Kegelschnecken in die Gattung Conus gestellt. Das entspricht auch dem Wunsch von Ärzten nach einer stabilen Systematik. Die Kegelschnecken sind für die Humanmedizin wegen ihrer Gifte wichtig und sollen klar identifizierbar sein. Nach neueren morphologischen Arbeiten wurde die Familie in 115 Gattungen unterteilt. Eine nach molekulargenetischen Gesichtspunkten zusammengestellte Systematik aus dem Jahre 2014 unterteilt die Gattung Conus in 57 Untergattungen. Conus miliaris wird dabei in die Gattung Miliariconus bzw. in die Untergattung Virroconus gestellt.

## Unterarten
Es gibt zwei Unterarten:
- Conus miliaris miliaris, (Hwass und Bruguière, 1792)
- Conus miliaris pascuensis, 1980